# Staryj Uhryniw
Staryj Uhryniw (ukrainisch Старий Угринів; russisch Старый Угринов Stary Ugrinow, polnisch Uhrynów Stary) ist ein Dorf in der ukrainischen Oblast Iwano-Frankiwsk. Es liegt im Rajon Kalusch, nahe der Rajonshauptstadt Kalusch, und hatte im Jahr 2001 etwa 1000 Einwohner. 

## Gemeinde
In unmittelbarer Nähe befindet sich das Dorf Serednij Urhyniw, zu dessen Landratsgemeinde die Ortschaft bis 2018 gehörte. Am 9. August 2018 wurde das Dorf ein Teil der neugegründeten Landgemeinde Nowyzja (Новицька сільська громада Nowyzka silska hromada).

## Geschichte

Geburtshaus Stepan Banderas

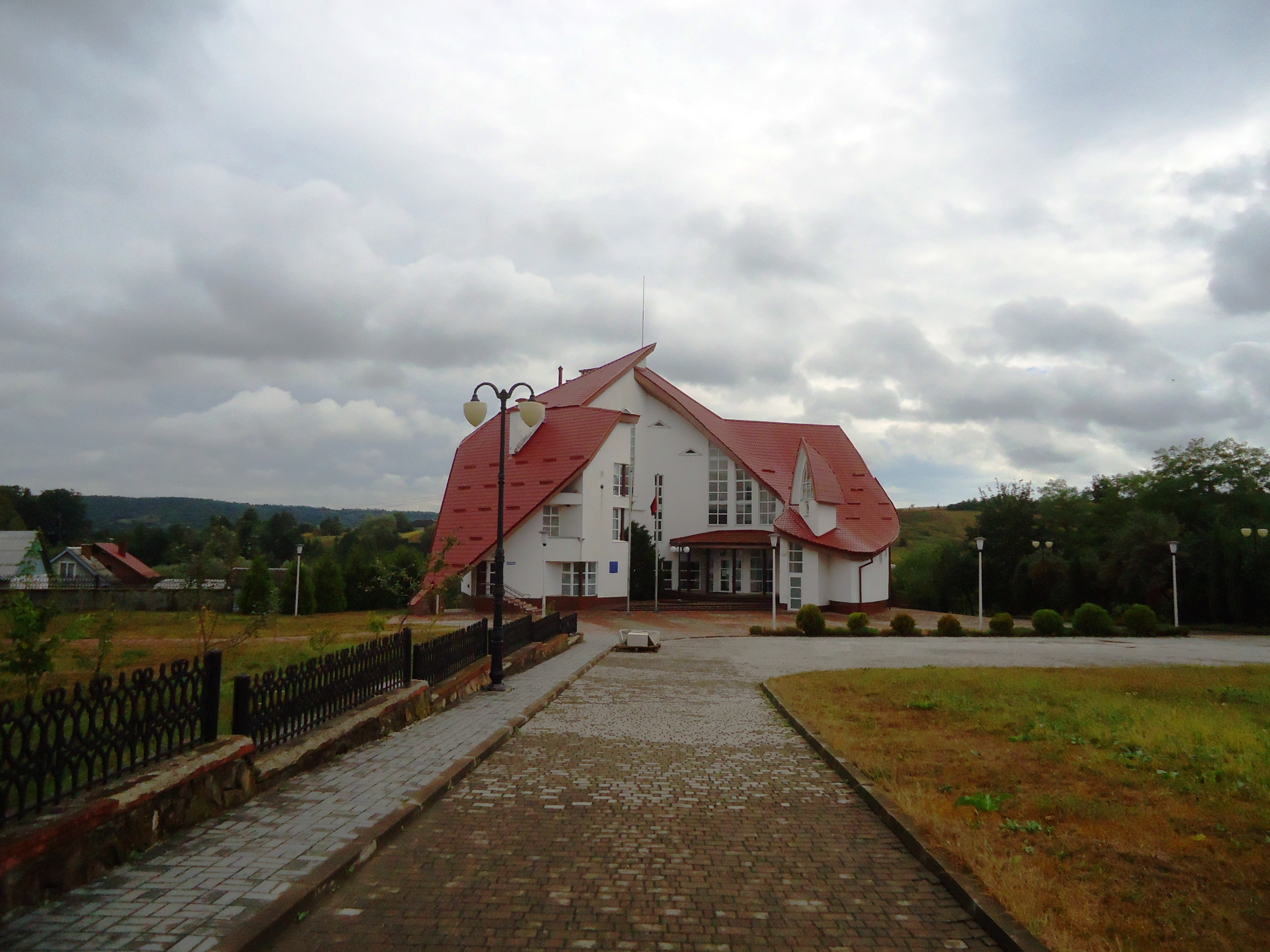
Bandera-Museum

Das Dorf wurde, je nach Quelle, erstmals entweder im Jahr 1440 oder 1447 urkundlich erwähnt. Mitte des siebzehnten Jahrhunderts nahmen die Dorfbewohner am Chmelnyzkyj-Aufstand teil, der in dieser Region jedoch brutal niedergeschlagen wurde.
Überregional bekannt wurde Staryj Uhryniw im 20. Jahrhundert als Geburtsort des ukrainischen nationalistischen Politikers Stepan Bandera (1909–1959).

## Persönlichkeiten
- Wassyl Bandera (1915–1942), politischer Aktivist und Nationalistenführer